# Michael Lerner
Michael Charles Lerner (New York, 22 giugno 1941 – Burbank, 8 aprile 2023) è stato un attore statunitense.

## Biografia
Lerner nacque a Brooklyn da una famiglia di origine rumeno-ebrea, figlio di Blanche e George Lerner,  pescatore e antiquario. Crebbe nel Bensonhurst e nel Red Hook. Era fratello di Ken Lerner, anche lui attore. Dopo la laurea al Brooklyn College e la frequenza dell'Accademia di musica e di arte drammatica di Londra, oltre a un master presso l'Università della California, nel 1969 iniziò la sua carriera di attore e in un primo momento ebbe ruoli soprattutto in serie televisive. Tra i film più importanti in cui recitò in quel periodo ci sono Coast to Coast (1980) e Il postino suona sempre due volte (1981).
La svolta nella sua carriera arrivò nel 1991 quando, dopo essere stato il co-protagonista nella commedia Harlem Nights di Eddie Murphy, Michael interpretò un produttore cinematografico, Jack Lipnick, in Barton Fink dei fratelli Coen, una prova che valse la candidatura ai Premi Oscar 1992 come miglior attore non protagonista. Da allora recitò in diverse commedie come Morti di salute, Martin il marziano, Elf e nei film d'azione Fuga da Absolom e Godzilla di Roland Emmerich.
Nel 1995 ebbe un ruolo da protagonista in Courthouse, serie televisiva di breve durata, interrotta dopo undici episodi. Tra il 1996 e il 1997 recitò nella serie Ragazze a Beverly Hills. Nel 2002 fu al fianco di Madonna nell'opera teatrale Up for Grabs.

## Filmografia

### Cinema
- Il mondo di Alex (Alex in Wonderland), regia di Paul Mazursky (1970)
- Il candidato (The Candidate), regia di Michael Ritchie (1972)
- Mani sporche sulla città (Busting), regia di Peter Hyams (1974)
- Agente Newman (Newman's Law), regia di Richard T. Heffron (1974)
- Los Angeles squadra criminale (Hangup), regia di Henry Hathaway (1974)
- Candidato all'obitorio (St. Ives), regia di J. Lee Thompson (1976)
- L'altra faccia di mezzanotte (The Other Side of Midnight), regia di Charles Jarrott (1977)
- All'ultimo secondo (Outlaw Blues), regia di Richard T. Heffron (1977)
- Goldengirl - La ragazza d'oro (Goldengirl), regia di Joseph Sargent (1979)
- Baltimore Bullet, regia di Robert Ellis Miller (1980)
- Un camion in salotto (Coast to Coast), regia di Joseph Sargent (1980)
- L'uomo del confine (Borderline), regia di Jerrold Freedman (1980)
- Il postino suona sempre due volte (The Postman Always Rings Twice), regia di Bob Rafelson (1981)
- A cuore aperto (Threshold), regia di Richard Pearce (1981)
- Riunione di classe (Class Reunion), regia di Michael Miller (1982)
- Strange Invaders, regia di Michael Laughlin (1983)
- Dinosauri a colazione (Movers & Shakers), regia di William Asher (1985)
- L'angoscia (Angustia), regia di Juan José Bigas Luna (1987)
- Il segreto della piramide d'oro (Vibes), regia di Ken Kwapis (1988)
- Otto uomini fuori (Eight Men Out), regia di John Sayles (1988)
- Harlem Nights, regia di Eddie Murphy (1989)
- Any Man's Death, regia di Tom Clegg (1990)
- Maniac Cop - Il poliziotto maniaco (Maniac Cop 2), regia di William Lustig (1990)
- Barton Fink - È successo a Hollywood (Barton Fink), regia di Joel e Ethan Coen (1991)
- Gli strilloni (Newsies), regia di Kenny Ortega (1992)
- Amos & Andrew, regia di E. Max Frye (1993)
- Ho trovato un milione di dollari (Blank Check), regia di Rupert Wainwright (1994)
- Fuga da Absolom (No Escape), regia di Martin Campbell (1994)
- Benvenuti a Radioland (Radioland Murders), regia di Mel Smith (1994)
- Morti di salute (The Road to Wellville), regia di Alan Parker (1994)
- Fino alla fine (No Way Back), regia di Frank A. Cappello (1995)
- Giorni di fuoco (A Pyromaniac's Love Story), regia di Joshua Brand (1995)
- Girl in the Cadillac, regia di Lucas Platt (1995)
- L'amore è un trucco (The Beautician and the Beast), regia di Ken Kwapis (1997)
- In ricchezza e in povertà (For Richer or Poorer), regia di Brian Spycer (1997)
- Talos - L'ombra del faraone (Talos of the mummy), regia di Russell Mulcahy (1998)
- Godzilla, regia di Roland Emmerich (1998)
- Safe Men, regia di John Hamburg (1998)
- Celebrity, regia di Woody Allen (1998)
- Martin il marziano (My Favorite Martian), regia di Donald Petrie (1999)
- Gli infiltrati (The Mod Squad), regia di Scott Silver (1999)
- Attention Shoppers, regia di Philip Charles MacKenzie (2000)
- Mockingbird Don't Sing, regia di Harry Bromley Davenport (2001)
- La carica dei 101 II - Macchia, un eroe a Londra (101 Dalmatians II: Patch's London Adventure), regia di Jim Kammerud e Brian Smith (2003) (voce)
- Nobody Knows Anything!, regia di William Tannen (2003)
- Elf - Un elfo di nome Buddy (Elf), regia di Jon Favreau (2003)
- The Calcium Kid, regia di Alex De Rakoff (2004)
- Poster Boy, regia di Zak Tucker (2004)
- Pazzo pranzo di famiglia (When Do We Eat?), regia di Salvador Litvak (2005)
- Art School Confidential - I segreti della scuola d'arte (Art School Confidential), regia di Terry Zwigoff (2006)
- Amore e altri disastri (Love and Other Disasters), regia di Alek Keshishian (2006)
- L'ultima occasione (The Last Time), regia di Michael Caleo (2006)
- Slipstream - Nella mente oscura di H. (Slipstream), regia di Anthony Hopkins (2007)
- A Serious Man, regia di Joel e Ethan Coen (2009)
- Perdona e dimentica (Life During Wartime), regia di Todd Solondz (2009)
- Biancaneve (Mirror Mirror), regia di Tarsem Singh (2012)
- X-Men - Giorni di un futuro passato (X-Men: Days of Future Past), regia di Bryan Singer (2014)
- Ashby - Una spia per amico (Ashby), regia di Tony McNamara (2015)
- Internet Famous, regia di Michael J. Gallagher (2016)

### Televisione
- Il dottor Kildare (Dr. Kildare) - serie TV, episodio 3x13 (1963)
- The Good Guys - serie TV, episodi 2x02-2x05 (1969)
- La famiglia Brady (The Brady Bunch) - serie TV, episodio 1x10 (1969)
- Doris Day Show (The Doris Day Show) - serie TV, episodi 2x09-2x24 (1969-1970)
- Giovani avvocati (The Young Lawyers) - serie TV, episodio 1x13 (1970)
- Quella strana ragazza (That Girl) - serie TV, episodio 5x22 (1971)
- The D.A. - serie TV, episodio 1x04 (1971)
- What's a Nice Girl Like You...? - film TV (1971)
- Banacek - serie TV, episodio 1x01 (1972)
- I nuovi medici (The Bold Ones: The New Doctors) - serie TV, episodi 1x01-4x02 (1969-1972)
- Ironside - serie TV, episodi 5x03-6x04 (1971-1972)
- Mistero in galleria (Night Gallery) - serie TV, episodio 3x05a (1972)
- Le strade di san Francisco (The Streets of San Francisco) - serie TV, episodio 1x09 (1972)
- Delphi Bureau (The Delphi Bureau) - serie TV, episodio 1x04 (1972)
- Bob & Carol & Ted & Alice - serie TV, episodio 1x09 (1973)
- Firehouse - film TV (1973)
- The Bob Newhart Show - serie TV, episodio 1x17 (1973)
- Squadra emergenza (Emergency!) - serie TV, episodio 2x17 (1973)
- The New Perry Mason - serie TV, episodio 1x08 (1973)
- Love, American Style - serie TV, episodio 5x15 (1974)
- M*A*S*H - serie TV, episodio 2x17 (1974)
- La strana coppia (The Odd Couple) - serie TV, episodio 4x21 (1974)
- I missili di ottobre (The Missiles of October) - film TV (1974)
- Sarah T. - Portrait of a Teenage Alcoholic - film TV (1975)
- Starsky & Hutch - serie TV, episodi 1x01-1x03 (1975)
- Rhoda - serie TV, episodio 2x10 (1975)
- Una violenta dolce estate - film TV (1976)
- Ultimo indizio (Jigsaw John) - serie TV, episodio 1x03 (1976)
- Harry O - serie TV, episodio 2x19 (1976)
- Scott Free - film TV (1976)
- Pepper Anderson agente speciale (Police Woman) - serie TV, episodio 3x08 (1976)
- Agenzia Rockford (The Rockford Files) - serie TV, 4 episodi (1974-1976)
- Killer a bordo (Killer on Board) - film TV (1977)
- A Love Affair: The Eleanor and Lou Gehrig Story - film TV (1977)
- Ruby and Oswald - film TV (1978)
- Kojak - serie TV, episodio 5x18 (1978)
- Vega$ - serie TV, episodio 1x01 (1978)
- Wonder Woman - serie TV, episodio 3x01 (1978)
- Barnaby Jones - serie TV, episodio 8x12 (1980)
- Cuore e batticuore (Hart to Hart) - serie TV, episodi 1x01-3x16 (1979-1982)
- Rita Hayworth: The Love Goddess - film TV (1983)
- The Execution - film TV (1985)
- Hollywood Beat - serie TV, episodio 1x01 (1985)
- MacGyver - serie TV, episodio 1x01 (1985)
- A-Team (The A-Team) - serie TV, episodio 4x03 (1985)
- Hill Street giorno e notte (Hill Street Blues) - serie TV, 4 episodi (1983-1985)
- Lotta per un cognome (The Child is Mine) - film TV (1985)
- Week-end di morte (That Secret Sunday) - film TV (1986)
- Storie incredibili (Amazing Stories) - serie TV, episodio 2x15 (1987)
- Hands of a Stranger - film TV (1987)
- Obiettivo amore (The King of Love) - film TV (1987)
- Un giustiziere a New York (The Equalizer) - serie TV, episodio 3x18 (1987)
- Framed - film TV (1990)
- Omen IV - Presagio infernale (Omen IV: The Awakening) - film TV (1991)
- The Comrades of Summer - film TV (1992)
- I racconti della cripta (Tales from the Crypt) - serie TV, episodio 5x05 (1993)
- Ragazze a Beverly Hills (Clueless) - serie TV, 18 episodi (1996-1997)
- Godzilla: The Series - serie TV animata, episodi 1x05-1x06-2x05 (1998-1999) (voce)
- Murder at the Cannes Film Festival - film TV (2000)
- Squadra emergenza (Third Watch) - serie TV, episodio 3x04 (2001)
- Kingdom Hospital - serie TV, episodi 1x04-1x07-1x08 (2004)
- Law & Order - Unità vittime speciali (Law & Order: Special Victims Unit) - serie TV, episodi 4x21-7x14 (2003-2006)
- Entourage - serie TV, episodio 3x18 (2007)
- Dennis - La minaccia di Natale (A Dennis the Menace Christmas) - film TV (2007)
- Dirty Sexy Money - serie TV, episodio 2x03 (2008)
- Saving Grace - serie TV, episodio 3x05 (2009)
- The Good Wife - serie TV, episodio 3x13 (2012)
- Suburgatory - serie TV, episodio 1x13 (2012)
- Glee - serie TV, 5 episodi (2013-2014)
- Childrens Hospital - serie TV, episodio 6x13 (2015)
- Maron - serie TV, episodio 4x05 (2016)

## Doppiatori italiani
Nelle versioni in italiano delle opere in cui ha recitato, Michael Lerner è stato doppiato da:
- Giorgio Lopez in Barton Fink - È successo a Hollywood, Ho trovato un milione di dollari, Godzilla, Elf - Un elfo di nome Buddy
- Renato Mori in Fino alla fine, Gli infiltrati, Art School Confidential - I segreti della scuola d'arte, Perdona e dimentica
- Angelo Nicotra in Benvenuti a Radioland, Biancaneve
- Gianni Giuliano in Ragazze a Beverly Hills, X-Men - Giorni di un futuro passato
- Paolo Buglioni in Morti di salute, Glee
- Carlo Sabatini ne Il candidato
- Alessandro Sperlì in Starsky & Hutch
- Elia Iezzi in Wonder Woman
- Gianni Marzocchi ne Il postino suona sempre due volte
- Vittorio Di Prima in Harlem Nights
- Antonio Paiola ne I racconti della cripta
- Sergio Tedesco in Maniac Cop - Il poliziotto maniaco
- Franco Chillemi in Gli strilloni
- Paolo Lombardi in Amos & Andrew
- Michele Gammino in Fuga da Absolom
- Wladimiro Grana in Martin il marziano
- Gerolamo Alchieri in Scrubs - Medici ai primi ferri (ep. 4x21)
- Tony Fuochi in The Calcium Kid
- Stefano De Sando in Pazzo pranzo di famiglia
- Maurizio Reti in Amore e altri disastri
- Ugo Maria Morosi in The Good Wife
- Roberto Fidecaro in Ashby - Una spia per amico

Da doppiatore è sostituito da:
- Paolo Buglioni in La carica dei 101 II - Macchia, un eroe a Londra

## Riconoscimenti
Premi Oscar 1992 - Candidatura all'Oscar al miglior attore non protagonista per Barton Fink - È successo a Hollywood